# Caille Island
Caille Island är en ö i Grenada. Den ligger i den norra delen av landet, 30 km nordost om huvudstaden Saint George's. Arean är 1,2 kvadratkilometer.
Terrängen på Caille Island är platt. Öns högsta punkt är 59 meter över havet. Den sträcker sig 1,3 kilometer i nord-sydlig riktning, och 1,7 kilometer i öst-västlig riktning.